# Siwarak Tedsungnoen
Siwarak Tedsungnoen (taj. ศิวรักษ์ เทศสูงเนิน, ur. 20 kwietnia 1984 w Nakhon Ratchasima) – tajski piłkarz grający na pozycji bramkarza. Od 2010 roku jest zawodnikiem klubu Buriram United.

## Kariera piłkarska
Swoją karierę piłkarską Tedsungnoen rozpoczął w klubie Nakhon Ratchasima, w którym grał w juniorach. W 2003 roku przeszedł do Bangkok Bank FC i w tamtym roku zadebiutował w jego barwach w Thai Premier League. W 2008 roku przeszedł do BEC Tero Sasana, w którym spędził dwa sezony.
W 2010 roku Tedsungnoen przeszedł do Buriram United. Od 2010 roku wywalczył z nim sześć tytułów mistrza Tajlandii (2011, 2013, 2014, 2015, 2017 i 2018) oraz zdobył cztery Puchary Tajlandii (2011, 2012, 2013 i 2015).
| Sezon   | Klub            | Kraj      | Rozgrywki      | Mecze | Gole |
| ------- | --------------- | --------- | -------------- | ----- | ---- |
| 2003/04 | Bangkok Bank    | Tajlandia | Premier League | ?     | ?    |
| 2004/05 | Bangkok Bank    | Tajlandia | Premier League | ?     | ?    |
| 2006    | Bangkok Bank    | Tajlandia | Premier League | ?     | ?    |
| 2007    | Bangkok Bank    | Tajlandia | Premier League | ?     | ?    |
| 2008    | BEC Tero Sasana | Tajlandia | Premier League | ?     | ?    |
| 2009    | BEC Tero Sasana | Tajlandia | Premier League | ?     | ?    |
| 2010    | Buriram PEA     | Tajlandia | Premier League | ?     | ?    |
| 2011    | Buriram PEA     | Tajlandia | Premier League | ?     | ?    |
| 2012    | Buriram United  | Tajlandia | Premier League | ?     | ?    |
| 2013    | Buriram United  | Tajlandia | Premier League | 32    | 0    |
| 2014    | Buriram United  | Tajlandia | Premier League | 36    | 0    |
| 2015    | Buriram United  | Tajlandia | Premier League | 33    | 0    |
| 2016    | Buriram United  | Tajlandia | Premier League | 30    | 0    |
| 2017    | Buriram United  | Tajlandia | Premier League | 34    | 0    |
| 2018    | Buriram United  | Tajlandia | Premier League | 34    | 0    |

## Kariera reprezentacyjna
W reprezentacji Tajlandii Tedsungnoen zadebiutował 30 listopada 2004 roku w zremisowanym 0:0 towarzyskim meczu z Estonią. W 2019 roku powołano go do kadry na Puchar Azji.